# 김수 (1938년)
김수(金守, 1938년 2월 15일~1995년 8월 6일)는 대한민국의 변호사 출신 정치인이다. 제10대 대한민국 국회의원을 역임했으며, 대한민국 제64대 법무부 장관인 김현웅의 어버지이다.

## 생애
서울대학교 졸업 이후 육군보통군법회의법무관 및 전주지방법원판사, 남원ㆍ군산ㆍ정읍ㆍ순천지원판사, 남원지원지원장, 광주고등법원판사, 대법원재판연구관판사를 거쳐 변호사가 되었다. 1978년 12월 12일 의 제10대 총선 에서 옥중에 있으면서 당선해 정계에 들어가 국회의원이 되었다. 1995년 8월 6일, 지병에 의해 57세로 사망했다.

## 역대 선거 결과
|  | 30.99% |

|  | 19.3% |